# Het Gein (Amersfoort)
Het Gein is een buurt in de wijk Schothorst-Noord in Amersfoort. Deze wijk wordt ook wel Jazzbuurt genoemd. De straten in deze wijk luisteren vrijwel allemaal naar namen van bekende jazzmusici. De buurt grenst aan Station Amersfoort Schothorst en aan de wijk Zielhorst en is gebouwd in 1989. Het stedenbouwkundig plan en de 458 woningen in deze wijk zijn ontwikkeld door de architect Herman Hertzberger. Deze buurt is genoemd naar het leengoed Het Gein dat ter hoogte van het Duke Ellingtonpad aan de Schothorsterlaan lag en al op het einde van de veertiende eeuw in deze omgeving wordt genoemd; het behoorde in de middeleeuwen bij de hoeve Klein Emiclaer en werd in leen gehouden van de heer van Culemborg.

## Het Gein
De volgende straten maken deel uit van Het Gein:
- Benny Goodmanstraat  	- Genoemd naar de Amerikaanse jazzmusicus Benny Goodman
- Billy Holidaystraat 	- Genoemd naar de Amerikaanse jazzzangeres Billie Holiday
- Boy Edgarstraat 	- Genoemd naar de Nederlandse jazzdirigent, pianist en trompettist Boy Edgar
- Charlie Christianstraat - Genoemd naar de Amerikaans swing- en bebop-jazzgitarist Charlie Christian
- Charlie Parkerstraat 	- Genoemd naar de Amerikaanse jazzcomponist en altsaxofonist Charlie Parker
- Count Basiestraat 	- Genoemd naar de Afro-Amerikaanse jazzpianist, organist, bigbandleider en zelfbenoemd "Count of Jazz" Count Basie
- Django Reinhardtstraat 	- Genoemd naar de Belgische Sinti-gitarist Django Reinhardt
- Duke Ellingtonpad 	- Genoemd naar de Amerikaanse jazzpianist, orkestleider en componist Duke Ellington
- Earl Hinesstraat 	- Genoemd naar de Amerikaanse jazzpianist en bigbandleider Earl Hines
- Fats Wallerstraat 	- Genoemd naar de Amerikaanse jazzorganist en pianist Fats Waller
- Glen Millerstraat	- Genoemd naar de Amerikaanse jazztrombonist, bigbandleider en arrangeur Glenn Miller
- Jazzpad               - Genoemd naar de muziekstijl Jazz
- Lester Youngstraat	- Genoemd naar de Amerikaanse jazz-tenorsaxofonist en klarinettist Lester Young
- Louis Armstrongstraat	- Genoemd naar de Amerikaans jazztrompettist, zanger en entertainer Louis Armstrong
- Rondeelstraat         - Genoemd naar de dichtvorm Rondeel
- Sonnetweg             - Genoemd naar de dichtvorm Sonnet
- Theo Uden Masmanstraat- Genoemd naar de Nederlandse musicus en bigbandleider Theo Uden Masman
- Wessel Ilckenstraat	- Genoemd naar de Nederlands jazzmusicus, slagwerker Wessel Ilcken

De volgende straten vallen voor een deel binnen Het Gein:
- Geintunnel - Fiets- en voetpad tussen Het Gein en bedrijventerrein De Hoef met een tunnel onder Station Amersfoort Schothorst
- Nijenrode (nrs 102-112) - Genoemd naar Kasteel Nijenrode
- Sara Burgerhartsingel (nrs 249-297) - Genoemd naar de briefroman Sara Burgerhart
- Zielhorsterweg (nrs 51-85) - Genoemd naar de hoeve Zielhorst